# Fullesjön
Fullesjön är en sjö i Alingsås kommun i Västergötland och ingår i Göta älvs huvudavrinningsområde. Sjön är 7,5 meter djup, har en yta på 0,02 kvadratkilometer och är belägen 110 meter över havet.